# Halyikwamai
Los halyikwamai, también conocidos como halligua-mayas, jallicumay, quicama, quiquima o quigyuma, (nombres derivados de la autodenominación como xalykawaam), fueron una tribu nómada de los pueblos yumanos que vivían a lo largo del río Colorado en su valle entre los siglos XVI y XIX en la región que actualmente abarca Baja California y Sonora en México y en Estados Unidos, el sur de California y Arizona. La tribu hablaba una variación extinta del idioma cucapá. Derivados de las amenazas y enfrentamientos de tribus más fuertes, se incorporaron a los maricopa a mediados del siglo XIX.

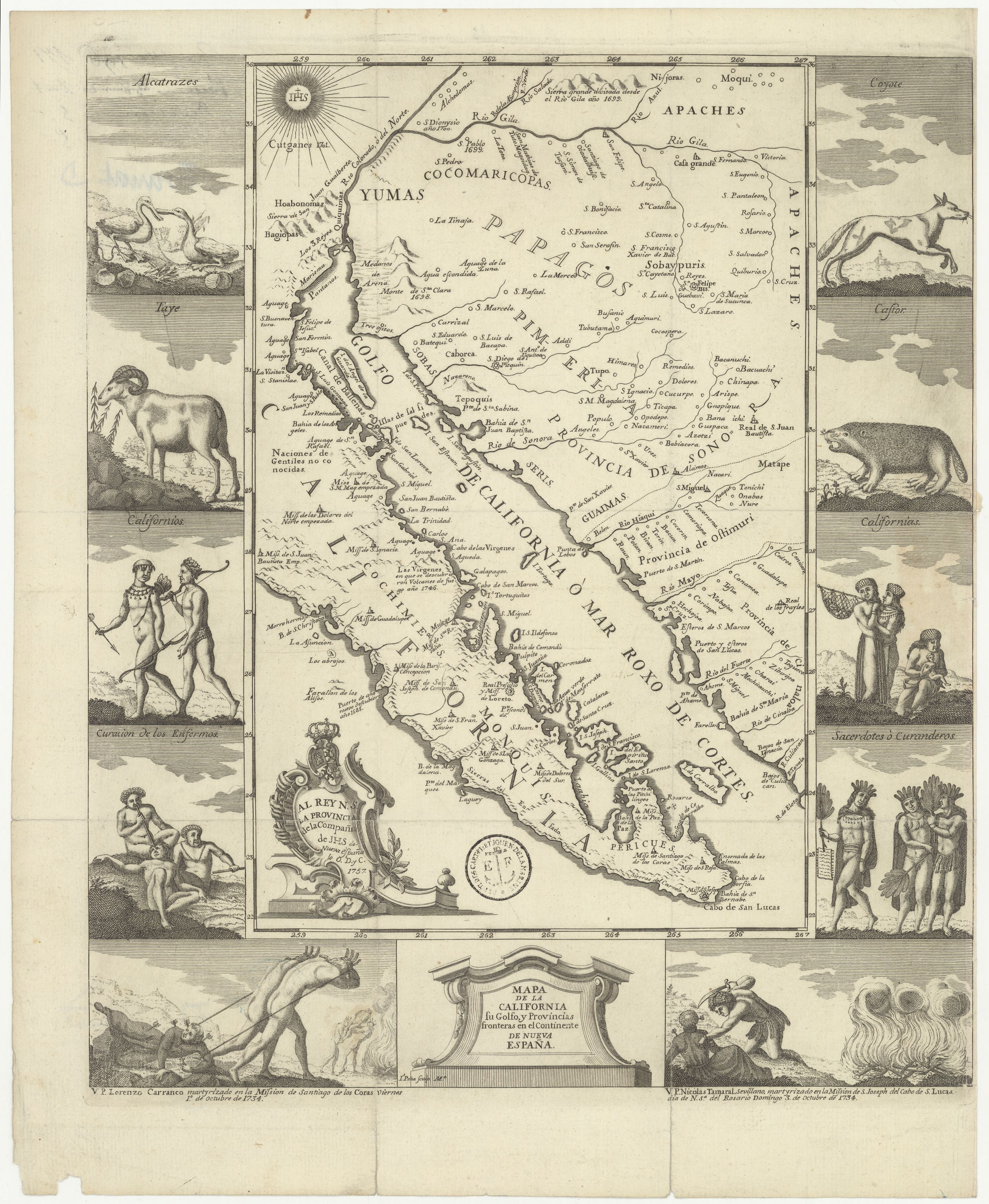
Territorio de los quiquimas junto al delta del Río Colorado en el Mapa de la California su golfo y provincias fronteras en el Continente de Nueva España.

## Ubicación geográfica
Los halyikwamai, son los quicama (o quicoma) de Alarcón en 1540; los halligua-mayas o agalecquamaya de Juan de Oñate en 1605; los quiquima de Eusebio Kino en 1701; los quiquima o jalliquamay de Francisco Garcés en 1776; y por lo tanto, el primer pueblo indígena de California en tener una designación nacional (en Estados Unidos) registrada y preservada.
Oñate los ubica geográficamente junto a los cucapah al margen este del río Colorado; por otro lado, Garcés los ubica en el margen oeste entre los grupos cucapah y kohuana. Las discrepancias entre el hábitat asignado en la margen izquierda por una autoridad y en la derecha por la otra, para esta y otras tribus, son de poca relevancia. Es probable que cada nación en el río poseyera en ambos lados, y cambiara de uno a otro, o se dividiera, según las exigencias de la guerra, o cuando el canal y las tierras de cultivo cambiaran. Las variaciones de posición a lo largo del río, por el contrario, fueron el resultado de migraciones tribales dependientes de hostilidades o alianzas.
Según los relatos de los mojave, los halyikwamai eran considerados como montañeros al oeste del río Colorado. Su territorio se encontraba al oeste de los cucapah, en la zona interior del norte de Baja California. En esta región, destacaban dos montañas prominentes: Avi-aspa (Wis pa en idioma cucapá), conocida como montaña o cerro del águila, visible desde las cercanías de Yuma, y Avi-savet-kyela. El área entre estas dos montañas era una región montañosa baja, que se consideraba el hogar de la tribu yumana llamada akwa'ala o ekwa'ahle (paipai).
Los akwa'ala, vecinos cercanos de los halyikwamai, compartían un idioma que según los mojave se asemejaba al dialecto walapai y se diferenciaba del diegueño. Los halyikwamai convivían con los akwa'ala en el norte y compartían su estilo de vida como habitantes de las colinas. Al igual que los akwa'ala, los halyikwamai tampoco practicaban la agricultura y se trasladaban estacionalmente a las montañas más altas para recolectar recursos. Sin embargo, los halyikwamai dejaron de visitar la región del río Colorado, aparentemente debido a antiguas disputas con otras tribus aledañas.

## Población
Según Francisco Garcés, los halyikwamai tenían una población de unos 2.000 habitantes en 1776.

## Historia
Según la estimación de Kino, la tribu más importante del delta del Río Colorado a inicios de 1700 era la halyikwamai. Parece que vivieron en tierras agrícolas más favorables que los yuma y ocuparon un territorio considerable, ya que Kino entró en su primer asentamiento (18 leguas al sur y al oeste de la desembocadura del Gila) y, en un viaje posterior en la primavera siguiente, los reportó como la primera tribu en el lado este del Colorado sobre el Golfo. Estas observaciones indicarían que los halyikwamai ocuparon toda la margen este del río en lo que ahora es territorio mexicano, más algunos terrenos en la margen oeste, ya que cruzó el Colorado para visitar uno de sus pueblos. No obstante, Garcés alrededor de 1770 menciona a los yuma como la tribu más poderosa del río Colorado, pero calificando a los pima que se ubicaban cerca de la confluencia de los ríos Gila y Salt como los más dominantes y belicosos de todos. Lo que da a entender que para el tiempo de Garcés, solo 70 años después, los halyikwamai ya habían iniciado el camino hacia su extinción.
El 11 de diciembre de 1775, Garcés estaba acampado en un asentamiento kahwan (kohuana), y allí entrevistó a un cucapah. Este hombre le dijo que su tribu ocupaba una amplia área desde la Laguna de San Matheo hasta la sierra y el desembarcadero del Río Colorado (este es sin duda el territorio entre el Río Hardy y la mitad sur de la Sierra Cucapá). Se le dijo que los cucapá eran hostiles con los jalliquamay o quiquima (halyikwamai), los kumiai (probablemente diegueños del sur) que vivían en la sierra y con los kohuanes (kahwan). Unos días después, Garcés visitó un campamento halyikwamai al este. Había 200 indígenas en la ranchería donde pasó la noche, y los informó como amistosos y generosos, con muchas provisiones. De allí quiso seguir hacia el este para visitar a los cucapá, pero se enteró de que habían expulsado a toda esta gente (halyikwamai) hacia el lado oeste del río. Esto, más otra información que da, indicaría que alrededor de 1771, en el momento de su visita anterior, los cucapah había ocupado todo el tercio sur del delta hasta un punto sobre Colonia Lerdo, pero que desde entonces habían sido empujados hacia el oeste.
Durante la década de 1770, en el contexto de la intervención española entre las tribus yuma y las tribus maricopa Opa y Cocomaricopa en el río Gila, los halyikwamai se encontraban inmersos en un conflicto armado. Aliados con los maricopa junto con los akimel o'odham, tohono oʼodham, cucapah, paipai, halchidoma, cahuilla, kohuana, hualapai y las tribus orientales havasupai contra los yuma, mojave, yavapai, kumiai, chemehuevi y otros pequeños grupos a lo largo del río Colorado. Se estima que después de esta guerra, en algún momento después de 1776, los halyikwamai se trasladaron río arriba, al norte de las aldeas de Yuma, y se integraron a los maricopa.
Alrededor de 1853 y 1855 hubo una segunda guerra contra el pueblo yuma, los halyikwamai se vieron involucrados nuevamente en el conflicto, esta vez uniéndose a los cucapah y paipai en una movilización contra los yuma y mojave a través de la región fronteriza entre Estados Unidos y México, lo que sugiere una conexión histórica entre estas tribus.